# Nowy Ratusz we Wrocławiu

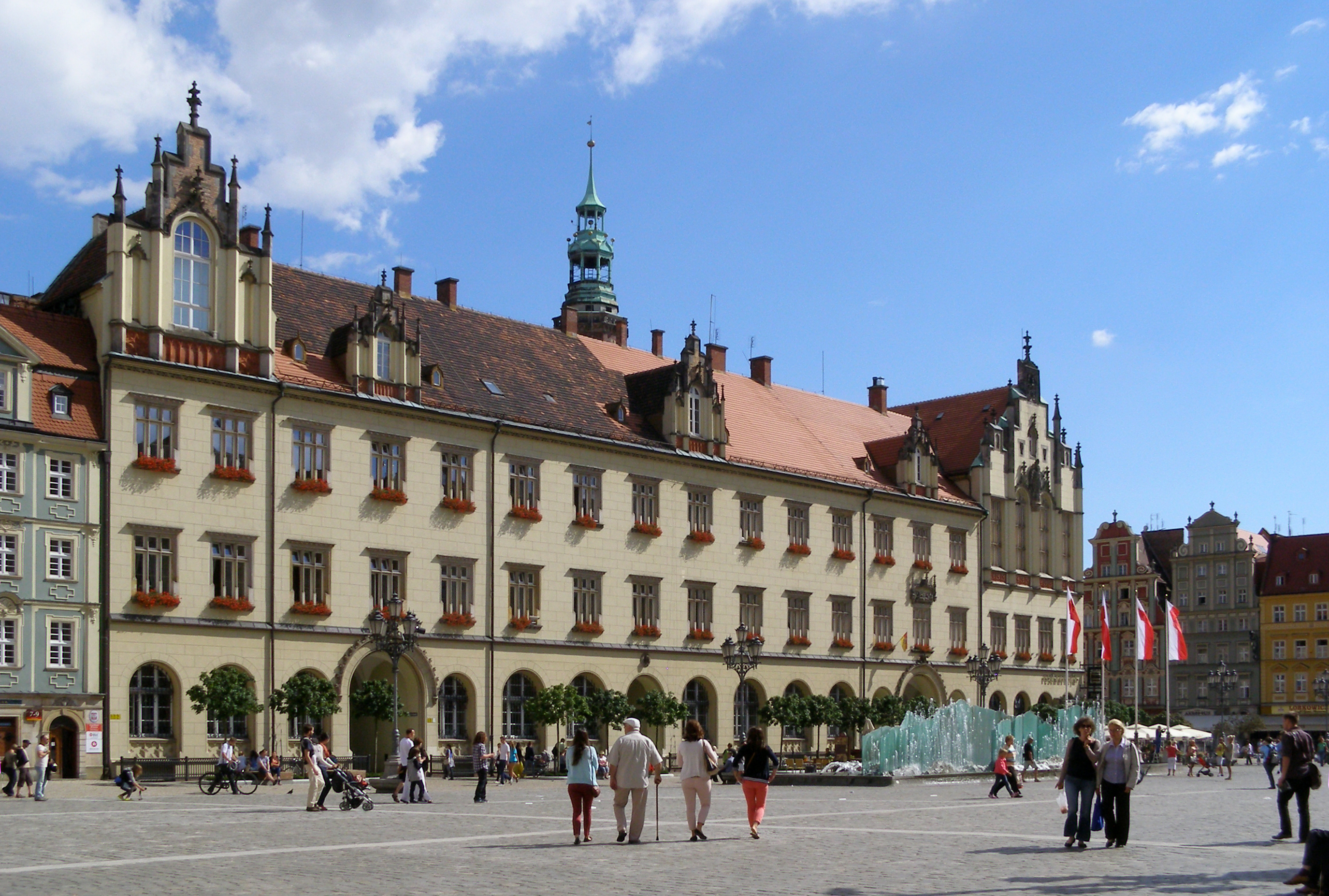
Nowy Ratusz

Nowy Ratusz we Wrocławiu – ratusz w bloku śródrynkowym wrocławskiego Rynku wzniesiony w latach 1860-1864 wedle projektu Friedricha Augusta Stülera. Obecnie stanowi siedzibę prezydenta i rady miejskiej Wrocławia, a w podziemiach mieści się Browar Spiż. 

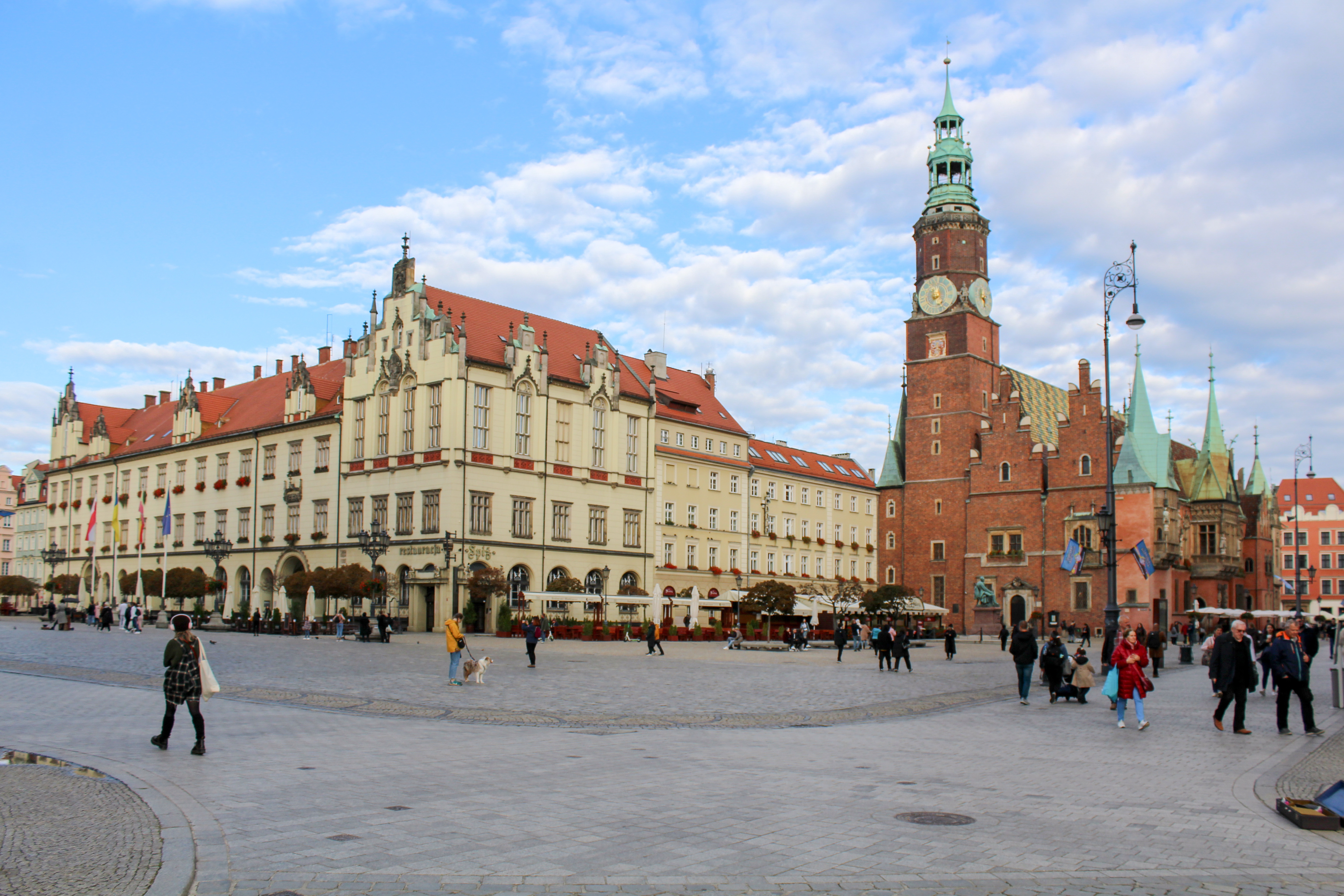
Wrocławskie Ratusze: po lewej Nowy Ratusz, po prawej Stary Ratusz

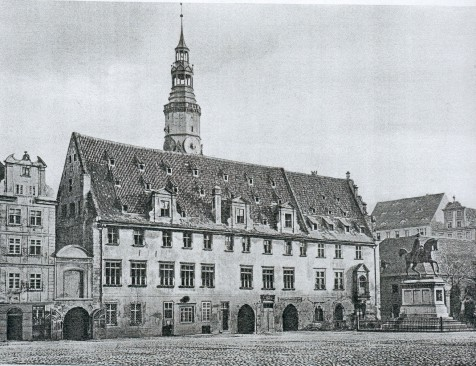
Dom Płócienników, wyburzony w latach 1859-1860 pod budowę Nowego Ratusza

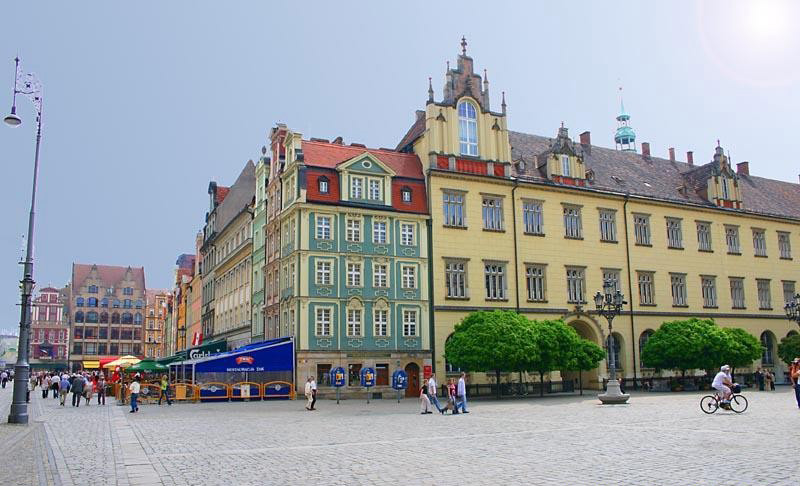
Północne zakończenie budynku Nowego Ratusza

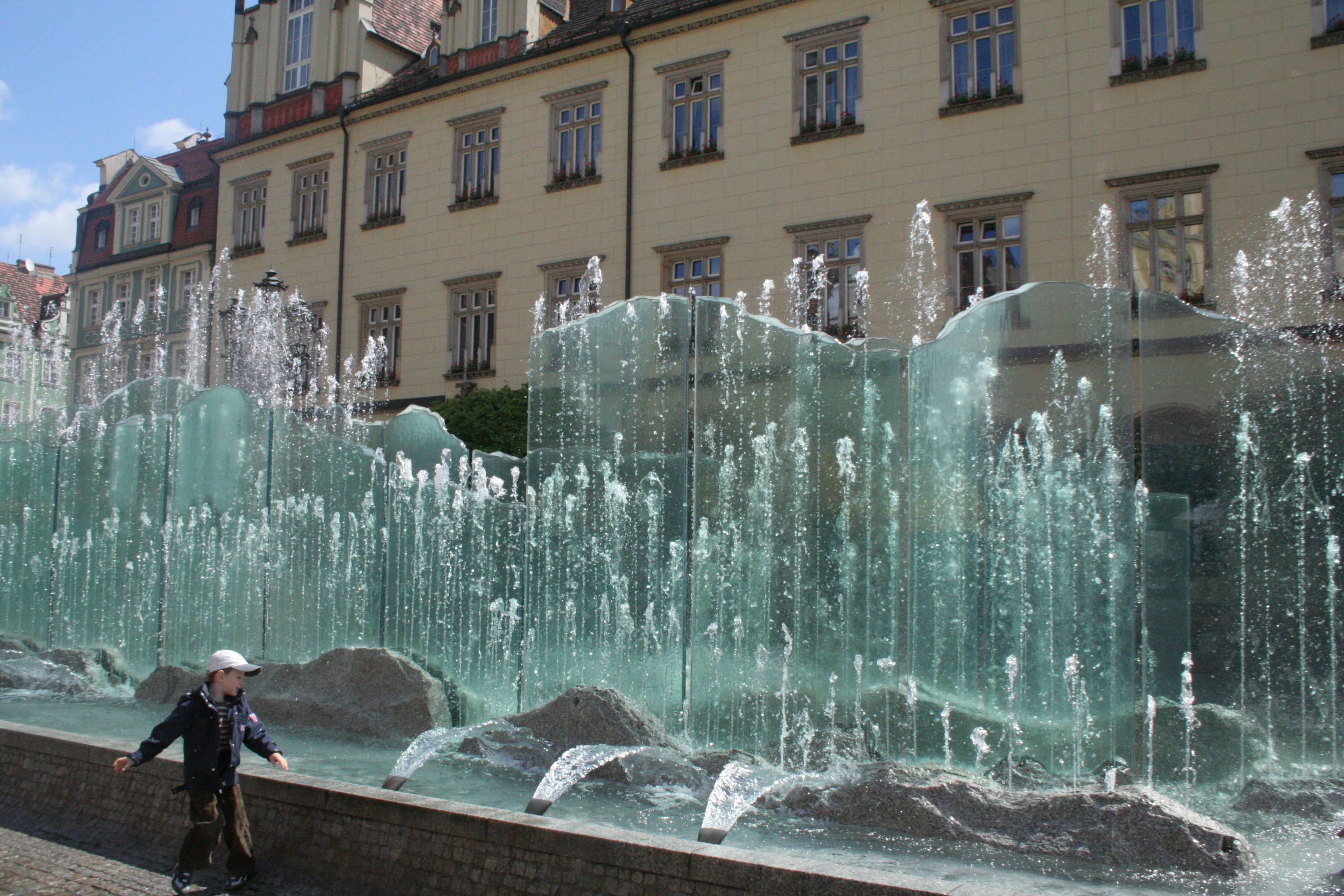
Fontanna przed Nowym Ratuszem

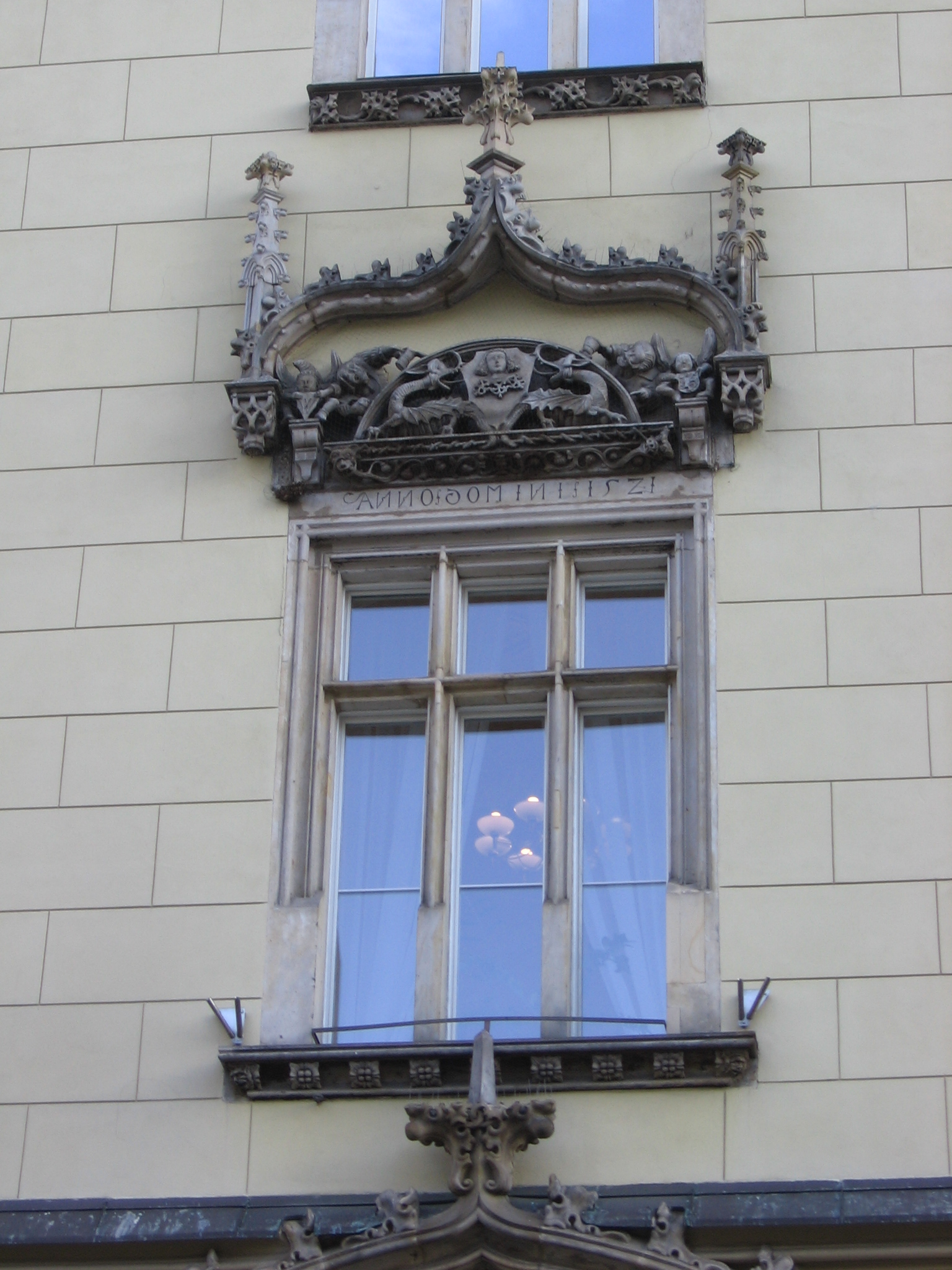
Renesansowo-gotycki tympanon jako spolium z Domu Płócienników

## Historia

### Przyczyny budowy Nowego Ratusza
W połowie XIX wieku wraz z rozwojem Wrocławia wzrosło zapotrzebowanie na pomieszczenia dla administracji miejskiej. Stary Ratusz nie zapewniał wystarczająco dużo miejsca i był w tym czasie dość przypadkowo podzielony na liczne pomieszczenia kancelaryjne, które swoją jakością nie odpowiadały potrzebom. Gmach wymagał też pilnego remontu. Brakowało miejsca na rozrastające się archiwum miejskie. Sama rada miejska zmuszona była do obradowania w doraźnych siedzibach: od 1808 w Gimnazjum św. Marii Magdaleny, od 1817 w kamienicy miasto Berlin przy ul. Świdnickiej (ówczesny nr 51) a od 1840 w budynku Gimnazjum św. Elżbiety.

### Projekty
Poszukiwania dogodniejszego budynku dla magistratu skupiły się od 1857 na zachodniej stronie bloku śródrynkowego (tretu), nieopodal starego Ratusza, który zajmuje jego południową część. W południowo-zachodniej części tretu znajdował się w tym czasie Dom Płócienników (lub Dom Płótna, niem. Leinwandhaus), dawny budynek handlowy (dom kupiecki), który wraz ze zniesieniem przywilejów handlowych stracił na znaczeniu. Budynek ten miał rodowód wczesnonowożytny, a na jego elewacjach przeplatały się formy renesansowe i późnogotyckie. Wewnętrzna struktura budynku także nie odpowiadała wymaganiom, lecz początkowo rozważono wzniesienie dodatkowej, czwartej kondygnacji z salą rady miejskiej. Odpowiedni projekt wykonał miejski radca budowlany Julius von Roux. Lustracja stanu technicznego budynku nie dała jednak pozytywnych rezultatów, stąd też od pomysłu odstąpiono.
Działka Domu Płócienników uchodziła jednak za właściwą lokalizację, zwłaszcza, że znajdował się przed nią obszerny plac, mający bezpośrednie połączenie z zamkiem królów pruskich. Zdecydowano zatem o wyburzeniu Domu Płócienników i zamówieniu nowego projektu, w pełni realizującego wymagania stawiane nowoczesnemu ratuszowi. Jego wykonanie zlecono znanemu berlińskiemu architektowi Friedrichowi Augustowi Stülerowi, który kilkanaście lat wcześniej rozbudował już we Wrocławiu zamek królewski. Pierwszy wstępny projekt powstał w październiku 1858 i zakładał elewację budynku łączącą formy neogotyku i neorenesansu, przy czym ten drugi kierunek dominował. Architekt nawiązał do stylistyki budynku, który zamierzano wyburzyć, nadał jednak nowemu projektowi bardziej monumentalne formy. W południowo-zachodnim narożniku tretu Stüler zaprojektował na trzeciej kondygnacji salę rady miejskiej. W tym czasie udało się powiększyć działkę, gdyż dodatkowo zakupiono Urząd Chmielny (Dom Chmielarzy, niem. Hopfenamtshaus) oraz kamienicę przylegającą od północy do Domu Płócienników. Przerobiony projekt z końca 1859 skoncentrował się na formach późnogotyckich. W nowym budynku zamierzano połączyć kilka funkcji: gastronomiczną w podziemiu (analogicznie do Piwnicy Świdnickiej w starym Ratuszu), handlową na parterze, rezerwując piętra na potrzeby administracji. Pierwsze miało pomieścić bibliotekę i archiwum, zaś drugie biura i salę rady. Narożna partia budynku mieszcząca salę rady otrzymała wydatny szczyt schodkowy.

### Realizacja Nowego Ratusza
Dom Płócienników zamknięto 24 czerwca 1859. 26 listopada tegoż roku rozpoczęto rozbiórkę, którą ukończono w ciągu następnej zimy, dokonując jednak wcześniej stosunkowo dokładnej inwentaryzacji rysunkowej budynku. Fotograf C. G. Werner wykonał kilka fotografii. Zachowano również w celu późniejszego wtórnego użycia część cennego detalu architektonicznego. W lutym 1860 projekt wykonawczy Nowego Ratusza był gotowy i w tym czasie przystąpiono do prac wykonawczych. Dwa lata później południowa część gmachu była już ukończona, a 13 lipca 1862 weszła do użytku. Północną część Nowego Ratusza ukończono ostatecznie 31 maja 1864. Budowa trwała tak długo prawdopodobnie ze względu na to, że już po jej rozpoczęciu zdecydowano się na wykupienie jeszcze jednej kamienicy i przedłużenie gmachu. Nie udało się jedynie wykupić ostatniej narożnej kamienicy, która wyróżnia się dziś w zdominowanej przez Nowy Ratusz pierzei.

### Późniejsze przebudowy
We wnętrzu gmachu dokonywano w XIX i XX w. licznych adaptacji. W latach 1889–1894 na podstawie projektu Richarda Plüddemanna przy współpracy Karla Klimma i J. Nathansona poważnie przekształcono wnętrza. Pierwotnie jednoprzestrzenne wnętrze pierwszego piętra podzielono wtórnie ścianami i przeznaczono również na biura, gdyż archiwum przeniesiono do nowego gmachu, dzisiejszej Biblioteki Uniwersyteckiej. Ponadto podwyższono i połączono z Nowym Ratuszem sąsiadującą od południowego wschodu kamienicę. Na dobudowanym piętrze kamienicy umieszczono widownię sali rady miejskiej. Zrezygnowano jednak z planów zmiany układu jej elewacji. Jeszcze w latach 20. XX w. budowniczy miejski Max Berg proponował wyburzenie gmachu oraz pozostałej części bloku śródrynkowego poza starym Ratuszem, aby wznieść tam wieżowiec dla administracji miasta.
Ostatnio w latach 90. XX w. dokonano gruntownej renowacji, przywrócono też funkcję gastronomiczną w piwnicy. Przed zachodnią elewacją zbudowano szklaną fontannę wedle projektu Alojzego Gryta oraz ustawiono cztery maszty flagowe.

## Architektura
Nowy Ratusz jest trójkondygnacyjnym, podpiwniczonym i nakrytym dwuspadowym dachem, budynkiem w stylu historyzmu. Jest murowany z cegły, otynkowany, z wykorzystaniem w elewacji detali piaskowcowych i granitowych. Dach ma pokrycie ceramiczne. Długość budynku wynosi 76 m, zaś wysokość do gzymsu 16,60 m, a w partii narożnej 19,30 m.
Budynek składa się z długiego skrzydła wzdłuż kierunku północ-południe oraz z wyższej partii narożnej, której kalenica skierowana jest w kierunku wschód-zachód. Pod budynkiem prowadzą trzy przejazdy bramne poprzecznie przebiegających ulic: Sukiennice, Przejścia Garncarskiego i Żelaźniczego. Przejazdowi Sukiennic nadano wytworniejszą oprawę architektoniczną, jest on trójnawowy, zaś sklepienia opierają się na kolumnach o granitowych trzonach. W północnej ścianie przejazdu znajduje się główne wejście do obiektu. Nad przejazdem oraz na jednoosiowej elewacji wzdłuż ulicy Sukiennice umieszczono spolia z Domu Płócienników.
Parter rozdzielony jest od pięter gzymsem. Okna mają formę łuku pełnego, nisza okienna sięga poziomu okolicznej nawierzchni, zaś piwnica doświetlona jest przez studzienki oświetleniowe. Okna pierwszego i drugiego piętra są trójdzielne, a ich kamieniarka powtarza późnogotyckie ościeża okien pierwszego piętra Domu Płócienników. W partii narożnej, czteroosiowej od strony zachodniej i pięcioosiowej od południa na drugim piętrze znajdują się wysokie okna sali rajców. Od zachodu znajduje się wysoki szczyt schodkowy, ozdobiony sterczynami i alegorią handlu, zaś południową stronę urozmaicają dwa jednoosiowe szczyty. Trzy małe szczyciki i jeden większy, dwuosiowy, akcentują gzyms dachowy długiego skrzydła zachodniego.

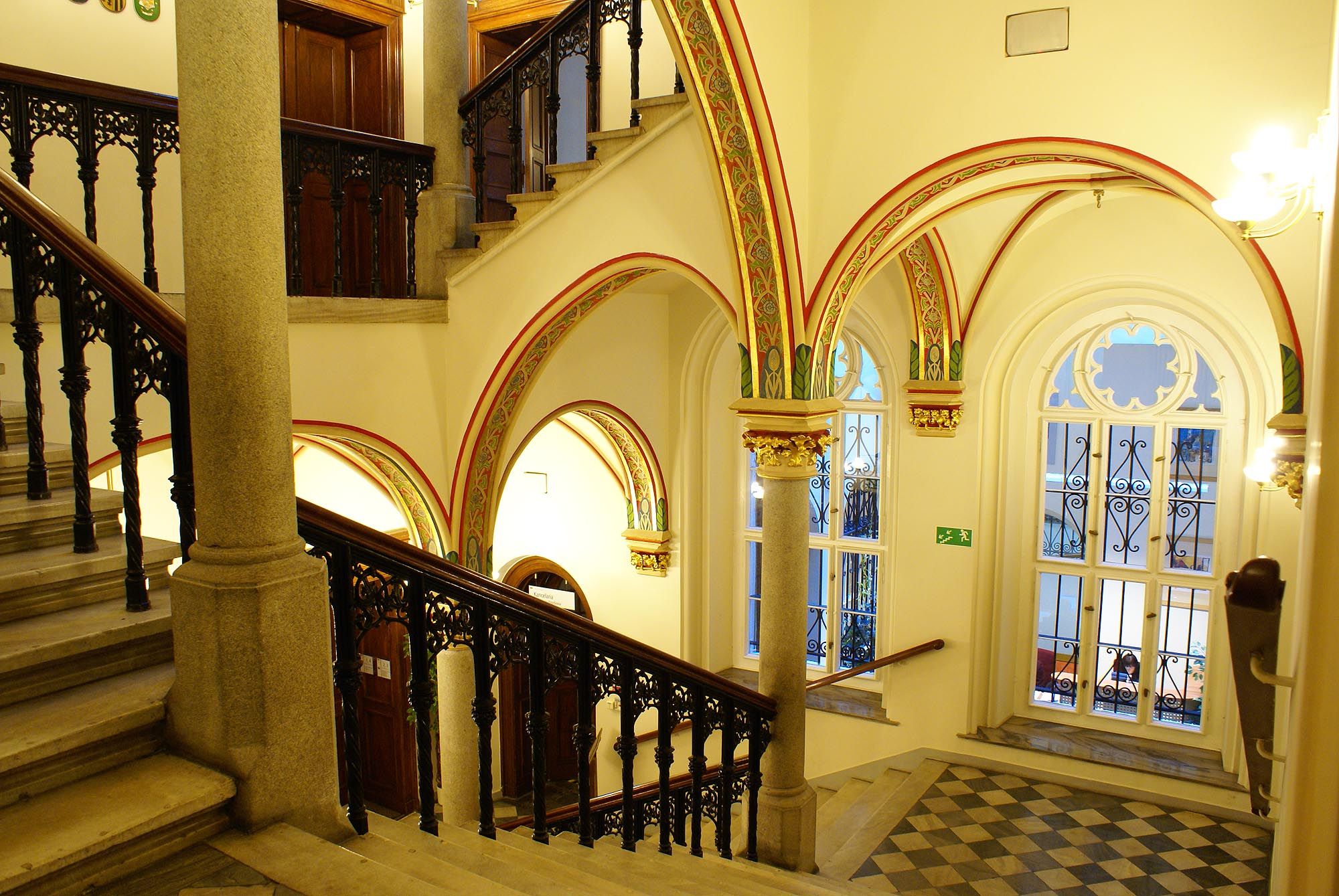
Klatka schodowa

Komunikację pionową stanowią cztery wewnętrzne klatki schodowe: paradna, czterobiegowa klatka schodowa z duszą, ponadto dwie ze schodami zabiegowymi i jedna z krętymi.